# Brzezie (Kępno)
Pour les articles homonymes, voir Brzezie.
Brzezie est une localité polonaise de la gmina de Perzów, située dans le powiat de Kępno en voïvodie de Grande-Pologne.